# Ciclo catalítico
En química, ciclo catalítico es el término usado para un mecanismo de reacción en varios pasos que involucra a un catalizador. El ciclo catalítico es el método principal para describir el papel de los catalizadores en bioquímica, química organometálica, ciencia de materiales, etc. Frecuentemente, tales ciclos muestran la conversión de un precatalizador en un catalizador. Como los catalizadores se regeneran, los ciclos catalíticos suelen ser escritos como una secuencia de reacciones químicas en la forma de un bucle. En tales bucles, el paso inicial comprende la unión de uno o más reactivos por el catalizador, y el paso final es la liberación del producto y la regeneración del catalizador. En el proceso Monsanto, frecuentemente se incorporan catalizadores de sacrificio como parte del sistema de la reacción con el propósito intencionado de regenerar al verdadero catalizador en cada ciclo. Como su nombre implica, el catalizador de sacrificio no se regenera, y se consume irreversiblemente. El compuesto de sacrificio es también conocido como catalizador estequiométrico cuando se agrega en cantidades estequiométricas comparadas con el reactivo principal. Generalmente el catalizador verdadero es una molécula compleja y cara, y se agrega en cantidades lo más pequeñas posibles. Por otra parte, el catalizador estequiométrico suele ser barato y abundante.
- Datos: Q287862
- Multimedia: Catalytic cycles / Q287862